# Volley Lupi Santa Croce 2023-2024
Questa voce raccoglie le informazioni riguardanti la Volley Lupi Santa Croce nelle competizioni ufficiali della stagione 2023-2024.

## Stagione
Nella stagione 2023-24 la Volley Lupi Santa Croce assume la denominazione sponsorizzata di Kemas Lamipel Santa Croce.
Partecipa per la quattordicesima volta, l'ottava consecutiva, al campionato di Serie A2 classificandosi ottava al termine della regular season.
La posizione in regular season consente al club di accedere alla Coppa Italia di Serie A2, dove viene eliminata negli ottavi di finale dalla Libertas Brianza.

## Organigramma societario
Area direttiva
- Presidente: Piero Conservi (fino al 18 settembre 2023), Alberto Lami (dal 19 settembre 2023)
- Vicepresidente: Alberto Lami (fino al 18 settembre 2023), Andrea Landi (dal 19 settembre 2023)
- General manager: Dario Da Roit
- Direttore sportivo: Alessandro Pagliai
- Segreteria generale: Glenda Cancian

Area tecnica
- Allenatore: Michele Bulleri
- Allenatore in seconda: Alessandro Pagliai
- Scout man: Matteo Morando
- Responsabile settore giovanile: Fausto Zingoni

Area comunicazione
- Addetto stampa: Glenda Cancian, Davide Ribechini
- Fotografo: Simona Bernardini
- Relazioni esterne: Andrea Landi (fino al 18 settembre 2023)

Area marketing
- Responsabile marketing: Dario Da Roit

Area sanitaria
- Medico sociale: Angelo Scaduto
- Preparatore atletico: Diego Alpi, Lorenzo Tafi
- Fisioterapista: Toni Battistoni, Enrico Sergi

## Rosa
| N° | Nome                 | Ruolo | Data di nascita   | Nazionalità sportiva |
| -- | -------------------- | ----- | ----------------- | -------------------- |
| 1  | Lorenzo Gabbriellini | L     | 2 agosto 2003     | Italia               |
| 2  | Manuel Coscione      | P     | 29 gennaio 1980   | Italia               |
| 3  | Simone Parodi        | S     | 16 giugno 1986    | Italia               |
| 4  | Nicolas Brucini      | S     | 5 luglio 2004     | Italia               |
| 5  | Antonio Cargioli     | C     | 5 novembre 1994   | Italia               |
| 6  | Giacomo Russo        | C     | 25 marzo 2005     | Italia               |
| 7  | Leonardo Colli       | S     | 15 marzo 1996     | Italia               |
| 8  | Alessio Matteini     | C     | 15 aprile 2005    | Italia               |
| 11 | Nicholas Petratti    | S     | 20 gennaio 2002   | Italia               |
| 13 | Riccardo Gatto       | O     | 13 marzo 2003     | Italia               |
| 14 | Francesco Giannini   | P     | 12 giugno 2003    | Italia               |
| 15 | Luca Loreti          | L     | 24 dicembre 2005  | Italia               |
| 16 | Karli Allik          | S     | 25 settembre 1996 | Estonia              |
| 17 | Pardo Mati           | C     | 7 agosto 2006     | Italia               |
| 23 | Klistan Lawrence     | O     | 7 gennaio 2003    | Porto Rico           |

## Mercato
| Acquisti                               | Acquisti          | Acquisti           | Acquisti   |
| R.                                     | Nome              | da                 | Modalità   |
| -------------------------------------- | ----------------- | ------------------ | ---------- |
| C                                      | Antonio Cargioli  | Olimpia Bergamo    | definitivo |
| O                                      | Riccardo Gatto    | Atlantide Brescia  | definitivo |
| O                                      | Klistan Lawrence  | Powervolley Milano | definitivo |
| C                                      | Pardo Mati        | Diavoli Rosa       | definitivo |
| C                                      | Alessio Matteini  | Prato              | definitivo |
| S                                      | Simone Parodi     | Cuneo              | definitivo |
| S                                      | Nicholas Petratti | San Martino        | definitivo |
| C                                      | Giacomo Russo     | Meta               | definitivo |
| Trasferimenti nel corso della stagione |                   |                    |            |
| S                                      | Karli Allik       | Hapoël Mateh Asher | definitivo |

| Cessioni | Cessioni                | Cessioni     | Cessioni   |
| R.       | Nome                    | a            | Modalità   |
| -------- | ----------------------- | ------------ | ---------- |
| O        | Edwin Arguelles Sanchez | Alessano     | definitivo |
| C        | Lorenzo Caproni         | Camaiorese   | definitivo |
| C        | Mirco Compagnoni        | Diavoli Rosa | definitivo |
| S        | Gioele Favaro           | Team Club    | definitivo |
| P        | Davide Giovannetti      | Camaiorese   | definitivo |
| S        | Tino Hanžič             | Maaseik      | definitivo |
| S        | Matteo Maiocchi         | Tricolore    | definitivo |
| L        | Davide Morgese          | Porto Viro   | definitivo |
| O        | Matheus Motzo           | Lube         | definitivo |
| S        | Federico Rossi          | ?            | ?          |
| C        | Andrea Truocchio        | Padova       | definitivo |
| C        | Alejandro Vigil         | SCM Zalău    | definitivo |

## Risultati

### Serie A2

#### Girone di andata
| 1ª Giornata - 15 ottobre 2023 PalaParenti, Santa Croce sull'Arno   | Lupi Santa Croce | 1 - 3 | Pineto            | 25-21, 22-25, 21-25, 19-25        |
| 2ª Giornata - 22 ottobre 2023 PalaJacazzi, Aversa                  | Virtus Aversa    | 3 - 0 | Lupi Santa Croce  | 25-23, 25-22, 25-21               |
| 3ª Giornata - 28 ottobre 2023 PalaCrisafulli, Pordenone            | Prata            | 3 - 0 | Lupi Santa Croce  | 25-23, 27-25, 25-18               |
| 4ª Giornata - 1º novembre 2023 PalaParenti, Santa Croce sull'Arno  | Lupi Santa Croce | 0 - 3 | Porto Robur Costa | 20-25, 15-25, 15-25               |
| 5ª Giornata - 5 novembre 2023 Palasport Comunale, Ortona           | Impavida Ortona  | 1 - 3 | Lupi Santa Croce  | 19-25, 15-25, 25-23, 26-28        |
| 6ª Giornata - 12 novembre 2023 PalaParenti, Santa Croce sull'Arno  | Lupi Santa Croce | 3 - 2 | Cuneo             | 18-25, 25-23, 25-21, 15-25, 16-14 |
| 7ª Giornata - 19 novembre 2023 PalaParenti, Santa Croce sull'Arno  | Lupi Santa Croce | 1 - 3 | Libertas Brianza  | 28-26, 19-25, 18-25, 21-25        |
| 8ª Giornata - 26 novembre 2023 PalaBigi, Reggio nell'Emilia        | Tricolore        | 3 - 1 | Lupi Santa Croce  | 25-12, 25-9, 17-25, 25-19         |
| 9ª Giornata - 3 dicembre 2023 PalaParenti, Santa Croce sull'Arno   | Lupi Santa Croce | 3 - 0 | New Mater         | 25-14, 25-18, 25-22               |
| 10ª Giornata - 7 dicembre 2023 Palazzetto dello Sport, Porto Viro  | Porto Viro       | 0 - 3 | Lupi Santa Croce  | 21-25, 23-25, 17-25               |
| 11ª Giornata - 10 dicembre 2023 PalaParenti, Santa Croce sull'Arno | Lupi Santa Croce | 3 - 0 | Atlantide Brescia | 25-22, 25-19, 25-14               |
| 12ª Giornata - 17 dicembre 2023 PalaParenti, Santa Croce sull'Arno | Lupi Santa Croce | 3 - 2 | M&G               | 27-29, 26-24, 18-25, 25-14, 15-12 |
| 13ª Giornata - 26 dicembre 2023 PalaMensSana, Siena                | Emma Villas      | 3 - 0 | Lupi Santa Croce  | 25-16, 31-29, 25-23               |

#### Girone di ritorno
| 14ª Giornata - 30 dicembre 2023 Pala Santa Maria, Pineto              | Pineto            | 1 - 3 | Lupi Santa Croce | 25-21, 26-28, 22-25, 19-25        |
| 15ª Giornata - 31 gennaio 2024 PalaParenti, Santa Croce sull'Arno     | Lupi Santa Croce  | 0 - 3 | Virtus Aversa    | 17-25, 21-25, 13-25               |
| 16ª Giornata - 17 gennaio 2024 PalaParenti, Santa Croce sull'Arno     | Lupi Santa Croce  | 3 - 0 | Prata            | 34-32, 25-19, 25-22               |
| 17ª Giornata - 21 gennaio 2024 PalaDeAndré, Ravenna                   | Porto Robur Costa | 3 - 0 | Lupi Santa Croce | 25-23, 25-23, 25-19               |
| 18ª Giornata - 28 gennaio 2024 PalaParenti, Santa Croce sull'Arno     | Lupi Santa Croce  | 3 - 2 | Impavida Ortona  | 20-25, 24-26, 25-17, 25-22, 15-11 |
| 19ª Giornata - 4 febbraio 2024 PalaCastagnaretta, Cuneo               | Cuneo             | 3 - 2 | Lupi Santa Croce | 20-25, 25-17, 25-23, 18-25, 15-9  |
| 20ª Giornata - 11 febbraio 2024 PalaFrancescucci, Casnate con Bernate | Libertas Brianza  | 3 - 2 | Lupi Santa Croce | 25-23, 17-25, 25-21, 22-25, 20-18 |
| 21ª Giornata - 18 febbraio 2024 PalaParenti, Santa Croce sull'Arno    | Lupi Santa Croce  | 3 - 0 | Tricolore        | 25-22, 25-22, 25-17               |
| 22ª Giornata - 25 febbraio 2024 PalaGrotte, Castellana Grotte         | New Mater         | 3 - 1 | Lupi Santa Croce | 25-19, 27-25, 21-25, 25-21        |
| 23ª Giornata - 3 marzo 2024 PalaParenti, Santa Croce sull'Arno        | Lupi Santa Croce  | 3 - 1 | Porto Viro       | 25-21, 25-13, 15-25, 25-21        |
| 24ª Giornata - 10 marzo 2024 PalaSanFilippo, Brescia                  | Atlantide Brescia | 3 - 2 | Lupi Santa Croce | 20-25, 25-23, 25-23, 26-28, 15-8  |
| 25ª Giornata - 17 marzo 2024 Palasport Grottazzolina, Grottazzolina   | M&G               | 3 - 2 | Lupi Santa Croce | 29-31, 12-25, 25-21, 25-19, 15-11 |
| 26ª Giornata - 24 marzo 2024 PalaParenti, Santa Croce sull'Arno       | Lupi Santa Croce  | 3 - 2 | Emma Villas      | 25-20, 25-17, 29-31, 19-25, 15-12 |

### Coppa Italia di Serie A2
| Gara 1 Ottavi di finale - 14 aprile 2024 PalaParenti, Santa Croce sull'Arno    | Lupi Santa Croce | 2 - 3 | Libertas Brianza | 25-16, 25-22, 23-25, 19-25, 10-15 |
| Gara 2 Ottavi di finale - 21 aprile 2024 PalaFrancescucci, Casnate con Bernate | Libertas Brianza | 3 - 2 | Lupi Santa Croce | 25-23, 24-26, 25-18, 19-25, 16-14 |

## Statistiche

### Statistiche di squadra
| Competizione             | Punti | In casa | In casa | In casa | In trasferta | In trasferta | In trasferta | Totale | Totale | Totale |
| Competizione             | Punti | G       | V       | P       | G            | V            | P            | G      | V      | P      |
| ------------------------ | ----- | ------- | ------- | ------- | ------------ | ------------ | ------------ | ------ | ------ | ------ |
| Serie A2                 | 36    | 13      | 9       | 4       | 13           | 3            | 10           | 26     | 12     | 14     |
| Coppa Italia di Serie A2 |       | 1       | 0       | 1       | 1            | 0            | 1            | 2      | 0      | 2      |
| Totale                   | -     | 14      | 9       | 5       | 14           | 3            | 11           | 28     | 12     | 16     |

G = partite giocate; V = partite vinte; P = partite perse 

### Statistiche dei giocatori
| Giocatore       | Serie A2 | Serie A2 | Serie A2 | Serie A2 | Serie A2 | Coppa Italia di Serie A2 | Coppa Italia di Serie A2 | Coppa Italia di Serie A2 | Coppa Italia di Serie A2 | Coppa Italia di Serie A2 | Totale | Totale | Totale | Totale | Totale |
| Giocatore       | P        | PT       | AV       | MV       | BV       | P                        | PT                       | AV                       | MV                       | BV                       | P      | PT     | AV     | MV     | BV     |
| --------------- | -------- | -------- | -------- | -------- | -------- | ------------------------ | ------------------------ | ------------------------ | ------------------------ | ------------------------ | ------ | ------ | ------ | ------ | ------ |
| K. Allik        | 22       | 282      | 237      | 13       | 32       | 2                        | 29                       | 21                       | 1                        | 7                        | 24     | 311    | 258    | 14     | 39     |
| N. Brucini      | 25       | 22       | 15       | 2        | 5        | 2                        | 1                        | 0                        | 0                        | 1                        | 27     | 23     | 15     | 2      | 6      |
| A. Cargioli     | 24       | 191      | 138      | 47       | 6        | 2                        | 11                       | 8                        | 3                        | 0                        | 26     | 202    | 146    | 50     | 6      |
| L. Colli        | 21       | 191      | 168      | 12       | 11       | 2                        | 21                       | 19                       | 2                        | 0                        | 23     | 212    | 187    | 14     | 11     |
| M. Coscione     | 26       | 44       | 14       | 20       | 10       | 2                        | 7                        | 3                        | 3                        | 1                        | 28     | 51     | 17     | 23     | 11     |
| L. Gabbriellini | 10       | 0        | 0        | 0        | 0        | 0                        | 0                        | 0                        | 0                        | 0                        | 10     | 0      | 0      | 0      | 0      |
| R. Gatto        | 11       | 50       | 42       | 4        | 4        | 2                        | 12                       | 9                        | 1                        | 2                        | 13     | 62     | 51     | 5      | 6      |
| F. Giannini     | 23       | 0        | 0        | 0        | 0        | 2                        | 0                        | 0                        | 0                        | 0                        | 25     | 0      | 0      | 0      | 0      |
| K. Lawrence     | 25       | 394      | 349      | 23       | 22       | 2                        | 30                       | 28                       | 1                        | 1                        | 27     | 424    | 377    | 24     | 23     |
| L. Loreti       | 25       | 0        | 0        | 0        | 0        | 2                        | 0                        | 0                        | 0                        | 0                        | 27     | 0      | 0      | 0      | 0      |
| P. Mati         | 26       | 269      | 191      | 69       | 9        | 2                        | 25                       | 18                       | 5                        | 2                        | 28     | 294    | 209    | 74     | 11     |
| A. Matteini     | 2        | 7        | 5        | 2        | 0        | -                        | -                        | -                        | -                        | -                        | 2      | 7      | 5      | 2      | 0      |
| S. Parodi       | 21       | 121      | 106      | 11       | 4        | 2                        | 12                       | 12                       | 0                        | 0                        | 23     | 133    | 118    | 11     | 4      |
| N. Petratti     | 4        | 1        | 1        | 0        | 0        | 1                        | 0                        | 0                        | 0                        | 0                        | 5      | 1      | 1      | 0      | 0      |
| G. Russo        | 17       | 27       | 18       | 8        | 1        | 2                        | 0                        | 0                        | 0                        | 0                        | 19     | 27     | 18     | 8      | 1      |

P = presenze; PT = punti totali; AV = attacchi vincenti; MV = muri vincenti; BV = battute vincenti